# Triumfetta heudelotii
Triumfetta heudelotii är en malvaväxtart som beskrevs av Planch. ex.Mast.. Triumfetta heudelotii ingår i släktet triumfettor, och familjen malvaväxter. Inga underarter finns listade i Catalogue of Life.